# 布勒蒂尼-诺尔日站
布勒蒂尼-诺尔日站是法国的一个铁路车站，位于法国东部市镇布勒蒂尼境内，靠近诺尔日城。

## 位置
布勒蒂尼-诺尔日站位于布勒蒂尼市区的南部，距离布勒蒂尼市镇中心大约1公里。车站大致呈东南-西北走向，开口朝东北，面向热莫市区。

## 设施
布勒蒂尼-诺尔日站是一个无人看守的乘降所，没有任何人工售票设施及自动售票机，在布勒蒂尼-诺尔日站上车的乘客需主动购票或使用通勤卡。
此外，布勒蒂尼-诺尔日站位于省道D28H线的铁路平交道口处，该站的上下行方向的站台分别设于道口两侧，且该站未设置地下通道或人行天桥，前往对向站台的乘客需横穿铁路正线；加之该站无人看守且缺乏安全线等标识，因此该站存在较大的安全隐患。

## 停靠线路
以下列车线路在布勒蒂尼-诺尔日站停靠：
| 布勒蒂尼-诺尔日站列车线路表 |      |        |                 |              |
| 线路                        | 车种 | 上一站 | 下一站          | 大致运行频率 |
| 第戎—蒂耶河畔伊斯           | TER  | 吕费   | 圣朱利安-克莱奈 | 每天4~12趟   |
| 1.                          |      |        |                 |              |

## 配套交通

### 长途客车
布勒蒂尼-诺尔日站附近暂无长途客运线路。当铁路线施工或罢工时，SNCF可能也会提供途径布勒蒂尼市区的临时大巴车线路。

### 市内交通
布勒蒂尼-诺尔日站附近暂无城市公共交通线路。

### 社会车辆
布勒蒂尼-诺尔日站门口可停放少量社会车辆。

## 临近车站
| 布勒蒂尼-诺尔日站（Gare de Bretigny - Norges） |                        |                   |
| 上行车站                                       | 线路                   | 下行车站          |
| 吕费站                                         | 第戎－蒂耶河畔伊斯铁路 | 圣朱利安-克莱奈站 |
| - 本表仅显示运营中的线路及车站                 |                        |                   |